# Bitwa pod Dubienką (1794)
Bitwa pod Dubienką – bitwa stoczona 3 czerwca 1794 roku pod Dubienką w czasie powstania kościuszkowskiego pomiędzy siłami polskimi gen. Michała Wedelstedta z przeważającymi siłami wojsk rosyjskich gen. Iwana Aleksanrowicza Zagriażskiego.
Celem działań wojsk polskich było odciągnięcie na lewy brzeg Bugu i związanie sił rosyjskich Zagriażskiego oraz uniemożliwienie im połączenia się z głównym korpusem gen. Wilhelma Derfeldena. Siły Wedelstedta liczyły 1200 żołnierzy. Polacy uderzyli na Rosjan w Dubience i zajęli umocnienia polowe Tadeusza Kościuszki z czasów  pierwszej bitwy pod Dubienką w 1792 roku. Przeciwko nim Zagriażski wydzielił 4 bataliony grenadierów fanagoryjskich (2208 żołnierzy), około 15 szwadronów kawalerii (ok. 1700 ludzi). W końcu oddziały polskie zmuszone zostały do odwrotu. Zawiodło planowane uderzenie wzmocnionej dywizji powstańczej Filipa Haumana na tyły wojsk rosyjskich, gdyż nie zdążono zbudować mostu na Bugu.